# A-bike
A-bike — маленький и лёгкий складной велосипед. Его изобрёл Клайв Синклер, владелец компании, которая выпустила микрокомпьютер ZX Spectrum в 1982 году. Демонстрация велосипеда произошла в Сингапуре 12 июля 2004 года.
Отличается рамой, которая напоминает в разложенном состоянии букву А, маленькие надувные колеса диаметром 6 дюймов. Способен выдерживать человека весом до 85 кг. В сложенном состоянии байк может свободно помещаться в рюкзаке, так как его габаритные размеры составляют 67 см × 30 см × 16 см при весе в 5,5 кг. За 1 оборот педалей велосипед перемещается на 3,2 метра.